# 大丈夫だよ/シルエット
「大丈夫だよ/シルエット」（だいじょうぶだよ/シルエット）は、水谷豊の18枚目のシングル。

## 解説
1999年発売「エンジェルSTREET」以来、約10年ぶりのシングルリリースとなった。「シルエット」は、水谷自身が作詞・作曲を手掛けた。どちらも、後にリリースされたアルバム「TIME TRAVELER」に収録されているが、「シルエット」の方は間奏（シンセサイザーによるソロ）の部分がシングルとアルバムで異なっている。

## 収録曲
1. 大丈夫だよ
（作詞：松尾潔　作曲：佐藤準）
2. シルエット
（作詞・作曲：水谷豊）
3. 大丈夫だよ（Instrumental）
4. シルエット（Instrumental）